# 植物拟态

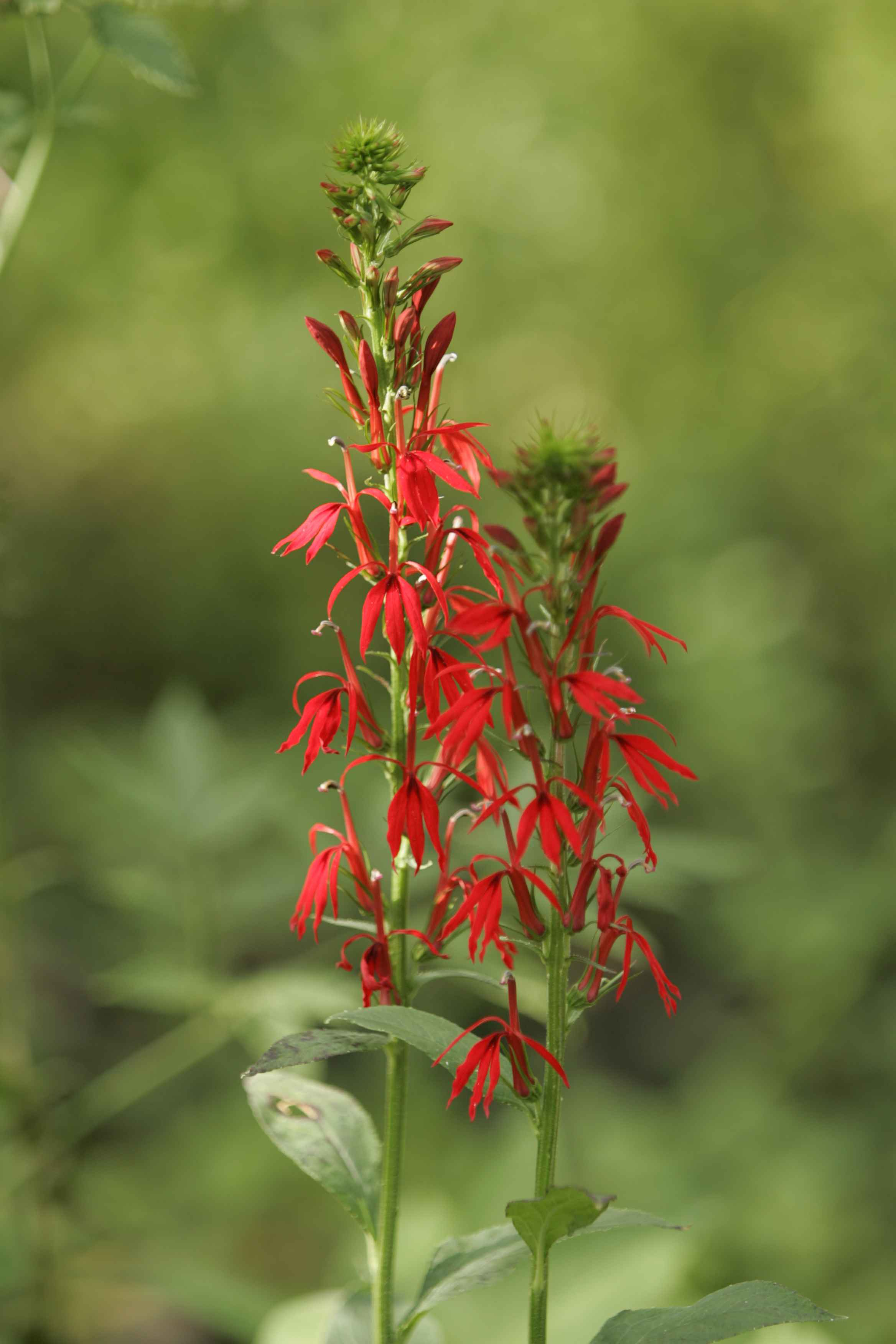
红衣主教花能够在不产生花蜜的情况下引来蜂鸟

植物拟态是一个演化生物学概念，指植物体在生理或形態上演化成類似其他生物，以增加其适应度的現象。因实验资料和學術研究稀少的缘故，对于植物拟态的研究远远落后于对动物拟态的研究。一般認為植物拟态可以降低植物被食草动物捕食的风险，或迷惑传粉的動物，在不付出獎勵的情況下吸引其前來傳粉。
植物拟态可分为以下几种：
- 贝克拟态（Bakerian mimicry）：雌性植物模拟同种雄性植物的拟态；
- 多德森拟态（Dodson mimicry）：植物模仿其他植物以吸引传粉媒介的拟态；
- 瓦维洛夫拟态（Vavilovian）：野草为了生存而模拟农作物的拟态；
- 波漾氏擬態（Pouyannian）：花模拟雌性昆虫以吸引传粉的雄性昆虫；
- 贝氏拟态（Batesian）：无害的植物模拟有害的植物以阻止捕食者；
- 叶拟态（Leaf mimicry）：模拟附近的植物以避开捕食者的注意。

## 贝克拟态
贝克拟态以英国自然学家赫伯特·乔治·贝克的名字命名，是一种能发生植物体本身的自拟态，或是同种内不同个体间进行的种内拟态。例如有些植物的雌花会模拟同种的雄花来吸引传粉昆虫，但雌花没有花粉，所以昆虫造訪之後不能得到好處，不過由于两性异形现象，雌花與雄花的表现型可能有所不同，这类生殖拟态有時并不明显。贝克拟态常见于番木瓜科植物、十字花目某些科的被子植物，在中南美洲和非洲的热带地区也能发现。

## 多德森拟态
多德森拟态得名于美国植物学家、兰园艺家、分类学家卡拉韦·多德森，是一种花卉繁殖拟态。在这种拟态中，被模拟者和模拟者不是同一物种。不同于贝克拟态的模拟外观，多德森拟态中模拟者分泌同被模拟者一样的感受信号，引诱昆虫前来，与贝克拟态相同的则是此过程同样不分泌花蜜，所以昆蟲不能獲得任何好處。
Epidendrum ibaguense是常见于特立尼达、法属圭亚那、委内瑞拉、哥伦比亚和巴西北部的附生兰花。这種兰花大多是由君主斑蝶以及少数幾種蜂鸟传粉。其花与另外兩種新热带界的原生物種马缨丹和马利筋相似。馬纓丹與馬利筋的花均有花蜜，Epidendrum ibaguense則没有。其藉由模仿前兩者而吸引昆蟲前來傳粉，本身不提供昆蟲任何好處。

## 瓦维洛夫拟态
瓦维洛夫拟态又称为作物拟态（crop mimicry）或杂草拟态（weed mimicry），其名来源于提出起源中心论的俄国遗传学家尼古拉·瓦维洛夫。自新石器时代以来直到近年的农业机械化时期，人類栽種作物時一直有人工选择的發生，即除去幼年或成年的杂草，或从作物种子里除去杂草种子的行为，杂草经历多代演化後，形態會與作物越來越相似，而更難以被人類移除。

## 波漾氏擬態

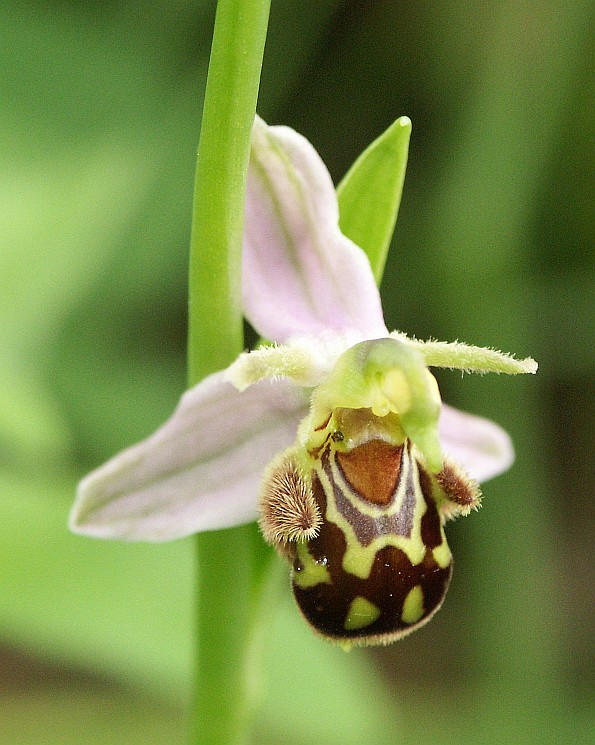
蜂兰模拟雌蜂以吸引交配期的雄蜂

波漾氏擬態為一些植物擬態成昆虫或其他生物的形態以取得好處。這種擬態中，花擬態成雌性昆蟲的形態，以吸引雄蟲前來傳粉，除了形態以外，還可能分泌一些化學物質與演化出類似雌蟲的觸感以增進擬態效果。
火烧兰即為波漾氏擬態的典型例子，其主要的传粉者為德国黄胡蜂、普通黄胡蜂等群居的胡蜂，胡蜂的幼虫以毛虫为食，因此成蟲會以视觉和嗅觉等感官偵測到毛虫存在後，將卵產於毛蟲體內。火烧兰即利用此一特性，产生一种挥发物来吸引胡蜂成蟲，這些揮發物與毛虫滋生的菜叶所分泌的物質類似，可為胡蜂的觸角所偵測，而吸引其前來傳粉。尽管火烧兰有大量花蜜供采集，除了胡蜂之外的传粉者却经常将其忽略。
腐肉花花如其名，能散发出腐肉的气味、模拟腐肉的外观吸引吃腐食的动物，比如麻蝇、丽蝇甚至家蝇，和寻找动物尸体作為產卵處的鰹節蟲、葬甲科等甲壳虫。此花的腐烂气味源于低硫化物和含有蛋氨酸、半胱氨酸等氨基酸的蛋白质。腐肉花提供的花蜜极少，和腐食动物的關係並非互利共生，昆虫把卵产在腐肉花上只能表明它们误把它当成了产卵地；而极少的花蜜也只是为了引诱昆虫靠近植物生殖器官的陷阱。

## 贝氏拟态
贝氏拟态的名称来自英国自然学家亨利·沃尔特·贝茨，指的是一种无害植物为避免受到捕食者的攻击，而模拟成有害植物的現象。
具体来说，科学家已经观察到植物的两种带刺拟态。其一是一种百合科芦荟的机体内贝氏拟态，棕榈科的W. filifera，以及数十种龙舌兰。这些植物的葉片發育時常會互相擠壓，邊緣有齒狀尖刺的葉片可以在沒有尖刺的葉片邊緣壓出鋸齒狀的壓紋，使本身沒有尖刺的葉片邊緣也有鋸齒狀的缺刻。第二种更类似典型的贝氏拟态，这类植物体的花蕾、叶片和果实上含有附近植物体都没有的醒目警戒色。
另一些植物则展示出了蜘蛛网状的拟态。新发的枝叶上长出白色密集的毛状体，因為許多草食動物會躲避蜘蛛網以避免被攻擊，这些形似蜘蛛網的毛状体可避免草食動物前來啃食。有時新长出的花蕾上也会有这种拟态，见于以色列的大翅蓟属、希腊的红花属、爱沙尼亚的毛头牛蒡和款冬以及日本的紫萁。

## 伪装拟态
生态学中，伪装能保护生物不被捕食者发现。在植物界通常是用保护色等视觉形式实现伪装，例子有南美的木通科攀缘植物Boquila trifoliolata，它可以调整葉的颜色、大小和形状，擬態成被其所攀附的植物，通过这种拟态降低被草食動物发现的风险。

## 备注
1. ↑  需注意此处的“杂草拟态”一词中，杂草是模拟者，该词与拟蚁现象在主被动意义上是相反的。